# Sway (Hampshire)
Pour les articles homonymes, voir Sway.
Sway est un village et une paroisse civile du Hampshire, dans le parc national New Forest, en Angleterre.

## Vue d'ensemble
Sway se trouve à la lisière sud des forêts et des landes de la New Forest.
La paroisse civile a été créée en 1879, lorsque des terres ont été extraites de la vaste paroisse de Boldre. 

## Toponymie
Sway est une colonie d’origine anglo-saxonne. Son nom, tiré du vieil anglais Svieia, signifie flux bruyant qui est une référence probable à l'Avon.

## Histoire

### Préhistoire
Des outils du Néolithique ont été trouvés ainsi que des barrows de l'âge du bronze contenant des urnes funéraires.

### Moyen Âge
Sway est cité quatre fois dans le Domesday Book de 1086. 
Deux  hides ont été détenus de Roger de Montgomerie, 1er comte de Shrewsbury, par Fulcoin et Nigel respectivement. Un certain Edmund, à la même date, tenait une terre à Sway, qu'Algar avait tenue du Roi Edward. Romsey Abbey a également tenu une terre à Sway.
Quelque temps avant 1150, Hugh de Witteville donna « tout son pays de Sway avec ses hommes et un moulin » à  l'abbaye de Quarr et vers la même date, Ralph Fulcher fit don de terres à Sway à la même abbaye.
Au XIIIe siècle, le prieuré de Christchurch fut bénéficiaire également d'un terrain à Sway. Il fut agrandi au XIVe siècle grâce à l'octroi de terres à Sway par John, vicaire de Christchurch. Un Free warren de Sway a été accordé au prieuré en 1384. L'abbaye de Romsey a également tenu des terres à Sway, plus tard connues comme le manoir de Sway Romsey ou de South Sway.
L'abbesse de Romsey tenait des terres à Sway avec l'abbé de Quarr et le prieur de Christchurch en 1316.

### Temps modernes
En 1543, lors de la Dissolution des monastères, les terres possédées par Quarr et Christchurch furent attribuées à Sir John Williams et à d’autres qui l’ont ensuite transmis à John Mill, acheteur et concessionnaire de beaucoup de propriétés dans le secteur.
Les terres rassemblées sont devenues le manoir de Sway Quarr. Le manoir de Sway Romsey (South Sway) est resté séparé mais a également été accordé à la dissolution à Sir John Williams ; il avait alors les mêmes propriétaires que Sway Quarr. Le domaine a ensuite suivi la descendance de Battramsley jusqu'en 1627, date à laquelle il a été vendu par George Wroughton à John Button de Buckland Lymington. En 1670, lui ou son fils, seigneur du manoir de Sway a comparu devant le siège de la justice à Lyndhurst.
Avant la fin du XVIIe siècle, la propriété est passée à Edmund Dummer de Swaythling, transmis par héritage à la famille Bond qui a détenu le domaine jusqu'au XIXe siècle.

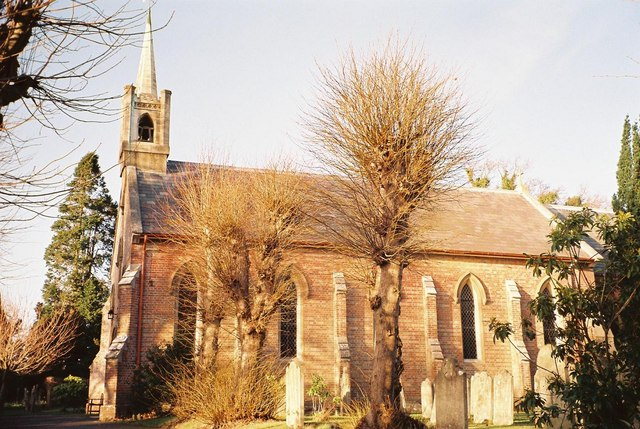
St Luke's Church.

Un autre manoir du Domesday Book dans la paroisse de Sway est connu sous le nom d'Arnewood qui, avant 1066, avait été tenu par Siward de Earl Tostig. La propriété semble avoir appartenu à Christchurch Manor aux XIIIe et  XIVe siècle, même si une petite partie a été détachée et a été par la suite associée au manoir voisin d'Ashley, dans le West Hampshire, pour devenir Ashley Arnewood.
En 1384, le comte de Salisbury et le seigneur de Christchurch ont vendu le manoir d’Arnewood à Thomas Street. Les siècles suivants, jusqu'au XIXe siècle, il appartenait, comme les autres manoirs de Sway, à la famille Bond.
L'église St Luke a été construite en 1839. La paroisse ecclésiastique de Sway a été créée en 1841. 
La paroisse civile de Sway a été formée en 1879, lorsque 2 200 acres (890,3 ha) ont été pris dans la vaste paroisse de Boldre.
La ligne de chemin de fer du sud-ouest est arrivée à Sway en 1888, lorsque la gare de Sway a été construite.
Dans le village se trouvait Arnewood House (aujourd'hui détruite par le feu) qui abritait  « Les enfants de la Forêt-Neuve » ((en)«The Children of the New Forest »), le livre du capitaine Marryat. Marryat a également utilisé la campagne environnante comme cadre du livre.

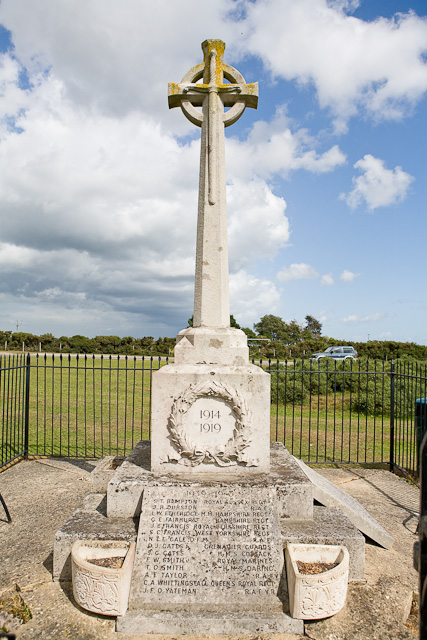
Mémorial 1914-1918.

Pendant la  Seconde Guerre mondiale, un terrain d'atterrissage d'urgence pour avions a été établi juste au sud du village et a été utilisé par des avions basés à la RAF Christchurch pour les protéger de l'attaque allemande.
Cependant, la Luftwaffe a bombardé Sway plusieurs fois et, en 1941, après seulement un an de fonctionnement, le site a été abandonné.

## Commodités
Sway a des magasins, deux pubs, une église, une salle des fêtes, des restaurants et des hôtels.
Une école primaire de l'Église d'Angleterre s'y trouve également.
Le village abrite des clubs de football,, un club de tennis, le Sway Cricket Club, un club d'escrime, un club de tir à l'arc et un club de jardinage.
La partie nord de la paroisse contient des zones de forêts, de landes, de prairies acides, de broussailles et de tourbières qui renferment une faune riche et diversifiée.

## Transports
La gare de Sway est sur la ligne de Weymouth - Bournemouth à Southampton et London Waterloo avec des trains exploités par South Western Railway.
À partir de Brockenhurst, on peut utiliser les services de la "Lymington Flyer" reliant le ferry à Yarmouth sur l'île de Wight.

## Jumelages
Sway est jumelé avec le village de Bretteville, France.

## Sway Tower

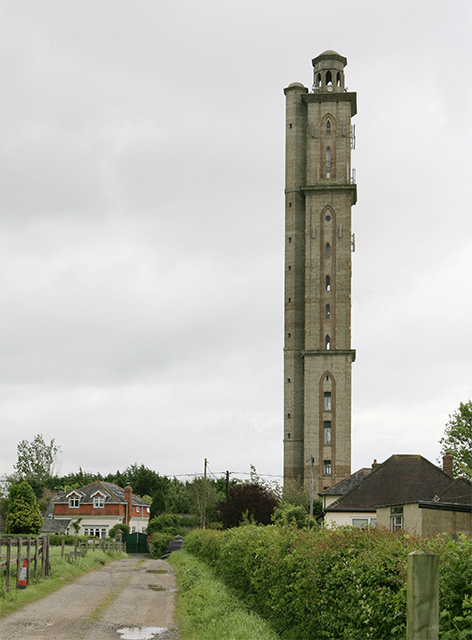
Sway Tower a été construite par Andrew Peterson du Yorkshire, en 1879.

Sway est peut-être davantage connu pour la « Sway Tower ». Elle mesure 66 mètres de hauteur ; c'est un bâtiment classé Grade II. La tour est également connue sous le nom de Peterson's Folly.
Construite par Andrew Thomas Turton Peterson sur son domaine privé de 1879 à 1885, son design (et l'utilisation du béton) a été influencé par les « folies » que Peterson avait vues pendant son séjour en Inde. Elle est construite entièrement en béton avec du ciment Portland, seules les fenêtres ont des structures en fer. Elle reste la plus haute construction en béton non armé au monde.
Elle était à l'origine conçue comme un mausolée, avec une lumière perpétuelle au sommet. Cependant, cela n’a pas été autorisé par Trinity House, car on pensait que la lumière perturberait la navigation. Elle a également servi à faire connaître la supériorité du ciment Portland ; alors pas entièrement accepté.
La tour est visible depuis une grande partie de la New Forest et la majeure partie du Solent occidental. 
Une plus petite « folie » 50 pieds (15,24 m), construite comme un « prototype », se trouve dans un groupe d'arbres, au nord de la plus grande tour. 
De nombreuses petites constructions en béton (principalement des murs) sont visibles à Milford, Sway et Hordle.

## Sway et la littérature
Une grande partie du roman pour enfants du capitaine Marryat, « The Children of the New Forest » est située dans la campagne autour de Sway.